# Cheshire Football League
The Cheshire Football League är en engelsk fotbollsliga baserad i Cheshire, England. Fram till 2007 var den känd under namnet Mid-Cheshire Association Football League. 
från och med säsongen 2017-18 har ligan fyra divisioner varav en är en reservdivision. Toppdivisionen Mid Cheshire Football League Premier Division ligger på nivå 11 i det engelska ligasystemet. Den är en matarliga till North West Counties Football League och matas i sin tur av Altrincham and District Amateur Football League.
Den grundades 1948 av fjorton klubbar och Knutsford är den enda klubben som spelat i ligan sedan starten. Två klubbar som tillhörde de fjorton grundarna har nyligen lämnat ligan Whitchurch Alport, 2012 och Barnton FC, 2014.

## Mästare
| Säsong  | Division One                  | Division Two                     |
| ------- | ----------------------------- | -------------------------------- |
| 1979-80 | Barnton                       | Prescot B I Reserves             |
| 1980-81 | Rylands                       | Handforth Irwin                  |
| 1981-82 | Hanley Town                   | Intex                            |
| 1982-83 | Barnton FC                    | Newcastle Town                   |
| 1983-84 | Rylands                       | N/A                              |
| 1984-85 | Bramhall                      | N/A                              |
| 1985-86 | Newcastle Town FC             | N/A                              |
| 1986-87 | Kidsgrove Athletic            | N/A                              |
| 1987-88 | Kidsgrove Athletic            | Leek Town reserves               |
| 1988-89 | Barnton FC                    | Wilsmlow Albion                  |
| 1989-90 | Grove United                  | Garswood United                  |
| 1990-91 | Linotype                      | Newcastle Town reserves          |
| 1991-92 | Grove United                  | Broadheath Central               |
| 1992-93 | Grove United                  | Malpas                           |
| 1993-94 | Linotype                      | Bollington Athletic              |
| 1994-95 | Knutsford                     | Cheadle Heath Nomads             |
| 1995-96 | Garswood United               | Bollington Athletic              |
| 1996-97 | Barnton FC                    | Lostock Gralam                   |
| 1997-98 | Barnton FC                    | Garswood United reserves         |
| 1998-99 | Barnton FC                    | Padgate St Oswalds               |
| 1999-00 | Barnton FC                    | Trafford reserves                |
| 2000-01 | Barnton FC                    | Broadheath Central               |
| 2001-02 | Barnton FC                    | Crosfields                       |
| 2002-03 | Barnton FC                    | Golborne Sports                  |
| 2003-04 | Middlewich Town               | Padgate St Oswalds               |
| 2004-05 | Barnton FC                    | Penketh & Sankey Eagle           |
| 2005-06 | Middlewich Town FC            | Gamesley                         |
| 2006-07 | Middlewich Town FC            | Stalybridge Celtic reserves      |
| 2007-08 | Styal                         | FC United of Manchester Reserves |
| 2008-09 | Woodley                       | Golborne Sports                  |
| 2009-10 | Club AZ                       | Lostock Gralam                   |
| 2010-11 | Greenalls Padgate St. Oswalds | Denton Town                      |
| 2011–12 | Knutsford                     | Whaley Bridge                    |
| 2012–13 | Knutsford FC                  | Barnton FC                       |
| 2013–14 | Garswood United               | Poynton                          |

| Säsong  | Premier Division                                                 | League One                                                       | League Two                                                       |
| ------- | ---------------------------------------------------------------- | ---------------------------------------------------------------- | ---------------------------------------------------------------- |
| 2014–15 | Linotype & Cheadle Heath Nomads                                  | Congleton Vale Rovers                                            | Wythenshawe Town                                                 |
| 2015–16 | Knutsford FC                                                     | Wythenshawe Town                                                 | AFC Macclesfield                                                 |
| 2016–17 | Whaley Bridge                                                    | Billinge                                                         | Windle Labour                                                    |
| 2017–18 | Knutsford FC                                                     | Daten                                                            | Ford Motors                                                      |
| 2018–19 | Pilkington FC                                                    | Lostock Gralam                                                   | Ashton Athletic Res                                              |
| 2019–20 | Säsongen inställd på grund av Covid-19-pandemin i Storbritannien | Säsongen inställd på grund av Covid-19-pandemin i Storbritannien | Säsongen inställd på grund av Covid-19-pandemin i Storbritannien |
| 2020-21 | Säsongen inställd på grund av Covid-19-pandemin i Storbritannien | Säsongen inställd på grund av Covid-19-pandemin i Storbritannien | Säsongen inställd på grund av Covid-19-pandemin i Storbritannien |
| 2021-22 | F.C. St Helens                                                   | Whalley Range                                                    | Golborne Sports                                                  |
| 2022-23 | Whalley Range                                                    | Parklands                                                        | Upton JFC                                                        |
| 2023-24 | Poynton                                                          | Golborne Sports                                                  | Pilkington FC U23s                                               |